# Fernando García Sánchez
Fernando García Sánchez (Granada, 25 de setembre de 1953) és un militar espanyol amb rang d'almirall general, que va ser el Cap de l'Estat Major de la Defensa (JEMAD) de les Forces Armades d'Espanya entre 2011 i 2017.

## Trajectòria
Va ingressar l'any 1971 a l'Escola Naval Militar i 2010 va ascendir al grau d'almirall.
Ha estat comandant de la Unitat de Bussejadors de Mesures contra Mines, del patruller "Villamil", de la corbeta "Infanta Elena", del petrolier "Marquès de la Ensenada" i del Centre d'Avaluació i Qualificació per al Combat. Va ser cap d'Ordres del Grup d'Escortes i 41a Esquadrilla de la Flota, de l'Estat Major del Grup Alfa, del Departament d'Operacions de l'Escola de Guerra Naval, de la Secció de Plans Estratègics a la Divisió de Plans de l'Estat Major de l'Armada i de l'Estat Major de la Força d'Acció Marítima. Fins al desembre de 2011 era el segon cap de l'Estat Major de l'Armada.
A proposta del President del Govern espanyol, Mariano Rajoy, el 31 de desembre de 2011 va ser nomenat Cap de l'Estat Major de la Defensa, promovent-li el càrrec d'almirall general del Cos General de l'Armada. El juny de 2013, durant el seu mandat, va manifestar al periòdic El Economista que existia «una inquietud a títol individual entre els membres de l'exèrcit» amb relació a la possible secessió de Catalunya. El 24 de març de 2017 va ser relegat del càrrec després que fos escollit el general d'exèrcit Fernando Alejandre Martínez. El 28 de març de 2017 va assistir a la presa de possessió del seu successor, cerimònia realitzada a la seu del Ministeri de Defensa d'Espanya. Tres dies després va ser nomenat membre de l'Assemblea de la Reial i Militar Orde de Sant Hermenegild.
El maig de 2018 va ser nomenat president de la Fundació Iberdrola España.

## Condecoracions
- Gran Creu de la Reial i Militar Orde de Sant Hermenegild.
- Placa de la Reial i Militar Orde de Sant Hermenegild.
- Encomana de la Reial i Militar Orde de Sant Hermenegild.
- Creu de la Reial i Militar Orde de Sant Hermenegild.
- Gran Creu al Mèrit Naval (distintiu blanc).
- Creu al Mèrit Naval (distintiu blanc). Tres cops.
- Gran Creu al Mèrit Militar (distintiu blanc).
- Gran Creu de l'Orde al Mèrit de la Guàrdia Civil.
- Creu de Plata de l'Orde al Mèrit de la Guàrdia Civil.
- Medalla de Plata al Mèrit Policial.
- Creu al Mèrit Policial (distintiu blanc).
- Comandant i Cavaller de la Legió d'Honor de la República Francesa.[9]